# Nana Korobi Ya Oki / Gashin Shōtan / Mahō Tsukai Sally
Singles de Angerme
Taiki Bansei / Otome no Gyakushū
(2015) Desugita Kui wa Utarenai / Dondengaeshi / Watashi
(2015)
Nana Korobi Ya Oki / Gashin Shōtan / Mahō Tsukai Sally (七転び八起き／臥薪嘗胆／魔法使いサリー, ou Nanakorobiyaoki / Gashinshoutan / Mahoutsukai Sally) est le titre officiel du deuxième single du groupe de J-pop S/mileage sous son nouveau nom Angerme ; c'est son 19e single "major" (et 23e single au total) en incluant ceux sortis sous son ancienne appellation. Sur leur pochette, les différentes éditions du disque sont en fait titrées soit inversément : Mahō Tsukai Sally / Nana Korobi Ya Oki / Gashin Shōtan, soit avec une traduction anglaise : Ups and Downs / Extreme Hardships / Sally the Witch, ou Extreme Hardships / Ups and Downs / Sally the Witch.

## Présentation
Le single sort le 22 juillet 2015 au Japon sur le label hachama, cinq mois et demi après le précédent single du groupe, Taiki Bansei / Otome no Gyakushū. Comme lui, il atteint la 2e place du classement hebdomadaire des ventes de l'Oricon.
C'est le premier single "triple face A" du groupe, contenant trois chansons principales et leurs versions instrumentales : Nana Korobi Ya Oki (alias Ups and Downs), Gashin Shōtan (alias Extreme Hardships), et Mahō Tsukai Sally (alias Sally the Witch). Cette dernière est une reprise du générique original de la série anime de 1966 Sally la petite sorcière. Les trois chansons figureront sur la compilation S/mileage / Angerme Selection Album "Taiki Bansei" qui sortira quatre mois plus tard.
Le single sort en trois éditions régulières notées "A", "B", et "C", avec des pochettes différentes et une carte de collection incluse (sur dix possibles pour chaque édition de ce single, représentant une des membres ou le groupe, en costume de scène de Nana Korobi Ya Oki pour la "A", de Gashin Shōtan pour la "B", ou de Mahō Tsukai Sally pour la "C"). Il sort aussi en trois éditions limitées également notées "A", "B", et "C", avec des pochettes différentes, un DVD différent en supplément, et un ticket de loterie pour participer à une rencontre avec le groupe. Un coffret rassemblant toutes les éditions du single sort aussi en édition limitée.
L'ordre des titres est le même sur toutes les éditions, mais les éditions régulière et limitée "A" (titrées en anglais Ups and Downs / Extreme Hardships / Sally the Witch sur leur pochette) mettent en avant Nana Korobi Ya Oki avec son clip sur le DVD, tandis que les éditions "B" (titrées en anglais Extreme Hardships / Ups and Downs / Sally the Witch sur leur pochette) mettent en avant Gashin Shōtan avec son clip, et que les éditions "C" (titrées en japonais : Mahō Tsukai Sally / Nana Korobi Ya Oki / Gashin Shōtan sur leur pochette) mettent en avant Mahō Tsukai Sally avec son clip.

## Formation
Membres du groupe créditées sur le single :
- Ayaka Wada
- Kanon Fukuda
- Kana Nakanishi
- Akari Takeuchi
- Rina Katsuta
- Meimi Tamura
- Mizuki Murota
- Maho Aikawa
- Rikako Sasaki

## Liste des titres
| 1. | Nana Korobi Ya Oki (七転び八起き)                    | Yoshiko Miura / Shô Hoshibe / Y. Yamada, S. Hirata | 03:57 |
| 2. | Gashin Shōtan (臥薪嘗胆)                             | gridoor / Shô Hoshibe / Yusuke Itagaki             | 04:09 |
| 3. | Mahō Tsukai Sally (魔法使いサリー)                   | Kiyoshi Yamamoto / Asei Kobayashi / Y. Nakamura    | 03:16 |
| 4. | Nana Korobi Ya Oki (instrumental) (七転び八起き...)  | (instrumental)                                     | 03:57 |
| 5. | Gashin Shōtan (instrumental) (臥薪嘗胆...)           | (instrumental)                                     | 04:09 |
| 6. | Mahō Tsukai Sally (instrumental) (魔法使いサリー...) | (instrumental)                                     | 03:16 |

| 1. | Nana Korobi Ya Oki (Music Video) (七転び八起き...) | Clip Vidéo |  |

| 1. | Gashin Shōtan (Music Video) (臥薪嘗胆...) | Clip Vidéo |  |

| 1. | Mahō Tsukai Sally (Music Video) (魔法使いサリー...) | Clip Vidéo |  |